# Cizel
Cizel je priimek v Sloveniji, ki so ga po podatkih Statističnega urada Republike Slovenije na dan 1. januarja 2010 uporabljali 102 osebi in je med vsemi priimki po pogostosti uporabe uvrščen na 4.310. mesto.

## Znani nosilci priimka
- Anton (Tone) Cizel (1922–2021), kmet in partizan, preiskovalec v Teharjah, pričevalec o zunajsodnih pobojih
- Josip Cizel, agronom
- Vekoslav Cizel, urednik časopisa Tabor